# Бадем
Бадем (нем. Badem) — община в Германии, в земле Рейнланд-Пфальц. 
Входит в состав района Айфель-Битбург-Прюм. Подчиняется управлению Кильбург.  Население составляет 1045 человек (на 31 декабря 2010 года). Занимает площадь 9,16 км².